# 9月12日
9月12日（くがつじゅうににち）は、グレゴリオ暦で年始から255日目（閏年では256日目）にあたり、年末まであと110日ある。

## できごと

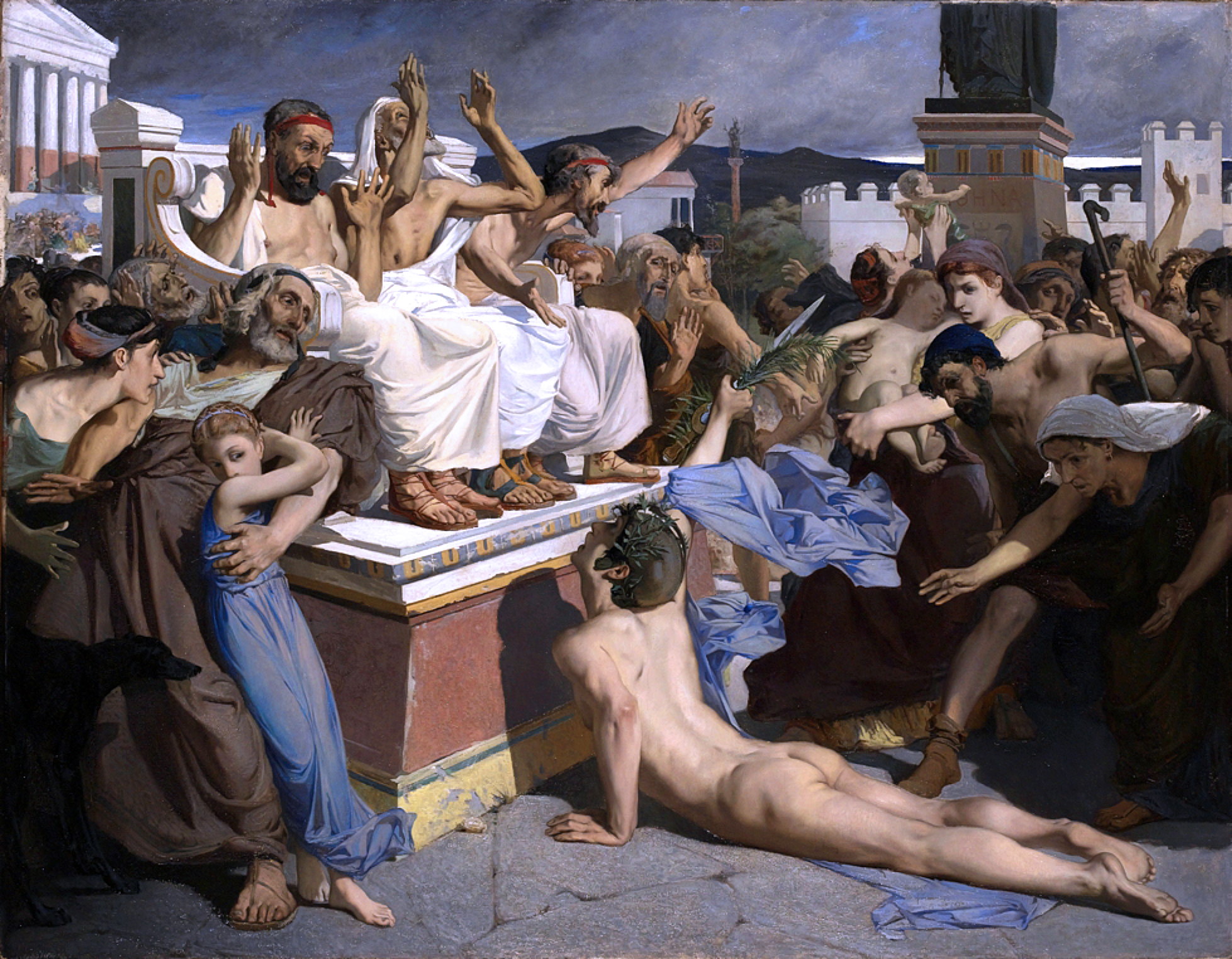
マラトンの戦い(BC490)。画像はピリッピデスの絵画。「マラソン」競技の起源。

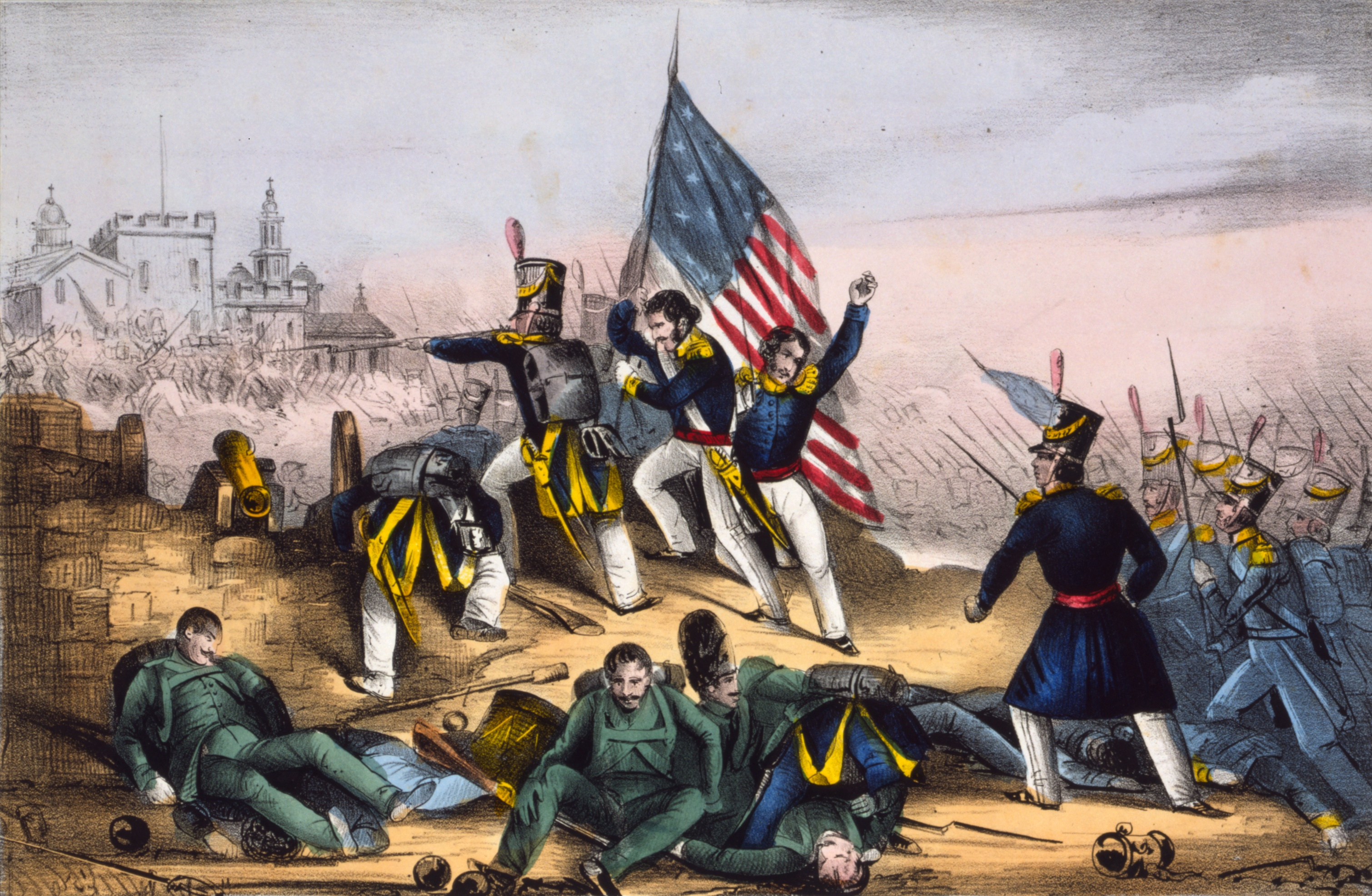
米墨戦争、チャプルテペクの戦い(1847)はじまる

- 紀元前490年 - マラトンの戦い（日付は諸説あり）。アテナイ・プラタイア連合軍がアケメネス朝遠征軍を撃破。マラトンからアテナイまで走って勝利を伝えた兵士の故事がマラソンの起源となる。
- 1629年（寛永6年7月25日） - 紫衣事件。江戸幕府が高位・高徳の僧への紫衣の勅許を停止。
- 1683年 - 第二次ウィーン包囲。オスマン帝国軍が大軍をもって神聖ローマ皇帝の居城ウィーンを攻撃するが、中央ヨーロッパ諸国連合軍に大敗。
- 1814年 - 米英戦争: ボルティモアの戦い。
- 1847年 - 米墨戦争: チャプルテペクの戦い。
- 1848年 - スイスの歴史: 連邦憲法が公布され、スイス連邦が樹立される[1]。
- 1871年（明治4年7月28日） - 兵部省海軍部に水路局を設置[2]。
- 1880年 - フランス法の流れを汲む法律家、薩埵正邦らによって東京法学社が開校。翌年5月に東京法学校と改称。現在の法政大学。
- 1881年 - 島根県から分離して鳥取県を再設置。
- 1903年 - 大阪市営電気鉄道築港線、花園橋〜築港桟橋間5kmを開業。
- 1910年 - ミュンヘンでマーラーの『第8交響曲』が作曲者の指揮のもとで初演[3]。
- 1913年 - 『都新聞』で中里介山の小説『大菩薩峠』が連載開始[4]。以降、掲載紙を変えながら28年間連載され、1941年に未完のまま終了。
- 1917年 - 日本の大蔵省が「金貨幣又ハ金地金輸出取締二関スル件」を公布。金輸出ならびに金鋳潰しが禁止された。
- 1919年 - アドルフ・ヒトラーがドイツ労働者党（後の国家社会主義ドイツ労働者党（ナチス））の集会にはじめて出席する。
- 1920年 - 日本海軍の巡洋戦艦「榛名」の1番砲塔内で榴弾破裂事故が発生し、15名の死傷者を出す。
- 1920年 - 4月20日から開催されていた第7回夏季オリンピック・アントワープ大会が閉幕。
- 1929年 - 武蔵高等工科学校（後の武蔵工業大学、現東京都市大学）が開校[5]。
- 1933年 - レオ・シラードが交差点で信号待ちをしているときに中性子による核連鎖反応のアイデアを思いつく。
- 1938年 - ズデーテン危機: ナチス党大会の席上でアドルフ・ヒトラーがズデーテン地方のドイツ系住民に民族自決権を認めるよう要求する。
- 1940年 - フランスのラスコー洞窟で洞窟壁画が発見される。
- 1942年 - 第二次世界大戦: イタリア人捕虜を乗せた客船ラコニアがドイツの潜水艦U-156の攻撃により沈没。
- 1943年 - 第二次世界大戦: バドリオ政権によって幽閉されていたベニート・ムッソリーニがナチス・ドイツに救出される。（グラン・サッソ襲撃）
- 1945年 - 第二次世界大戦: 日本軍第7方面軍司令官板垣征四郎陸軍大将がシンガポールの現・シティホール（英語版）でイギリス軍に対する降伏文書に調印。
- 1952年 - ウェストヴァージニア州フラットウッズ（英語版）で宇宙人もしくは未確認生物の「フラットウッズ・モンスター」が目撃される。
- 1958年 - ジャック・キルビーが集積回路 (IC) のデモンストレーションを行う。
- 1959年 - ソビエト連邦の無人月探査機「ルナ2号」が打ち上げ。14日、史上初めて月の表面に到達。
- 1959年 - 指揮者の小澤征爾がブザンソン国際指揮者コンクールで優勝[6]。
- 1962年 - 日本原子力研究所原子炉「JRR-3」が初の国産原子炉として臨界に達する[7]。
- 1962年 - アメリカ合衆国大統領ジョン・F・ケネディが「我々は月に行くことを選択する」の演説を行う。
- 1963年 - 最高裁判所が松川事件の検察側による再上告を棄却。被告人全員の無罪が確定する。
- 1964年 - キャニオンランズ国立公園が発足する。
- 1964年 - 第1回リノ・エアレースが開幕する。
- 1966年 - アメリカの有人宇宙船「ジェミニ11号」が打ち上げ。
- 1966年 - 食品のコールドチェーン（低温流通）第1号として福島のキュウリが東京の実験店で販売される[8]。
- 1974年 - エチオピアでクーデター（エチオピア革命）。皇帝ハイレ・セラシエ1世が逮捕・廃位され、臨時軍事行政評議会に権力を移行、社会主義国家となる。
- 1979年 - 岡山県人形峠の動力炉・核燃料開発事業団のウラン濃縮パイロットプラント「OP-1A」操業開始[9]。
- 1980年 - トルコで9月12日クーデターが起こる。
- 1982年 - 中国共産党第12回党大会で中央委員会総書記に胡耀邦、党軍事委主席に鄧小平を選出。
- 1984年 - グリコ・森永事件: 森永製菓脅迫事件。「かい人21面相」がグリコに続いて森永製菓にも脅迫状を送る。
- 1987年 - マイケル・ジャクソンの初来日公演が東京都文京区の後楽園球場からスタート。
- 1988年 - ハリケーン・ギルバートがジャマイカに上陸。その後メキシコに再上陸し、あわせて341名の死者を出す。
- 1990年 - ドイツ再統一: 東西ドイツと第二次世界大戦直後のドイツ占領4か国（フランス・イギリス・アメリカ・ソ連）がドイツ最終規定条約に署名。
- 1992年 - 50回目のスペースシャトルミッションとなるSTS-47でエンデバーが打ち上げ。日本人2人目の宇宙飛行士・毛利衛とアフリカ系アメリカ人女性初の宇宙飛行士メイ・C・ジェミソンが搭乗。
- 1992年 - 日本全国の公立学校で、毎月第2土曜日を休業日とする月1回の学校週5日制が開始。
- 2005年 - 香港ディズニーランド開園。
- 2007年 - 2007年スマトラ島沖地震。
- 2007年 - 安倍晋三首相が国会での代表質問を前に辞任を表明。
- 2012年 - プロ野球阪神タイガースの金本知憲が現役引退を発表[10]。
- 2012年 - 橋下徹大阪市長を代表、松井一郎大阪府知事を幹事長とする日本維新の会が旗揚げ宣言[11]。
- 2014年 - 世界初となる人工多能性幹細胞（iPS細胞）を使った手術が行われる[12]。
- 2019年 - フランス当局から、Googleが同国内の事業活動の一部について報告せず税金を滞納しているとして調査を受けていた件で、Googleが、フランス当局に約10億ユーロ（11億ドル）を支払うことで和解した[13]。
- 2020年 - アフガニスタン政府と反政府勢力タリバンの代表者による和平協議が、カタールのドーハで始まる。およそ20年にわたって戦闘を続けてきた両者が、公の場で和平協議を行うのは初めて[14]。

## 誕生日

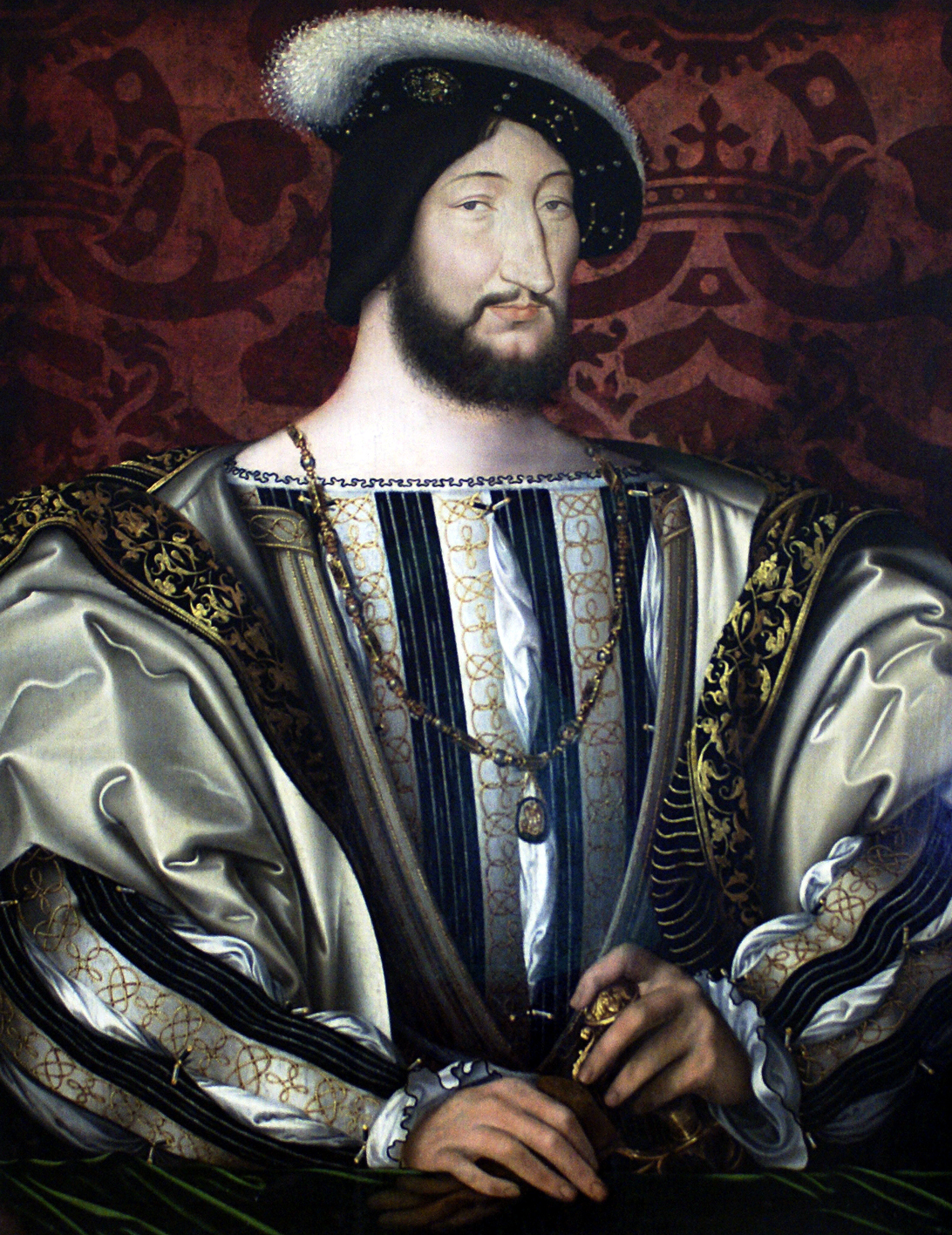
フランス王フランソワ1世(1494-1547)誕生。

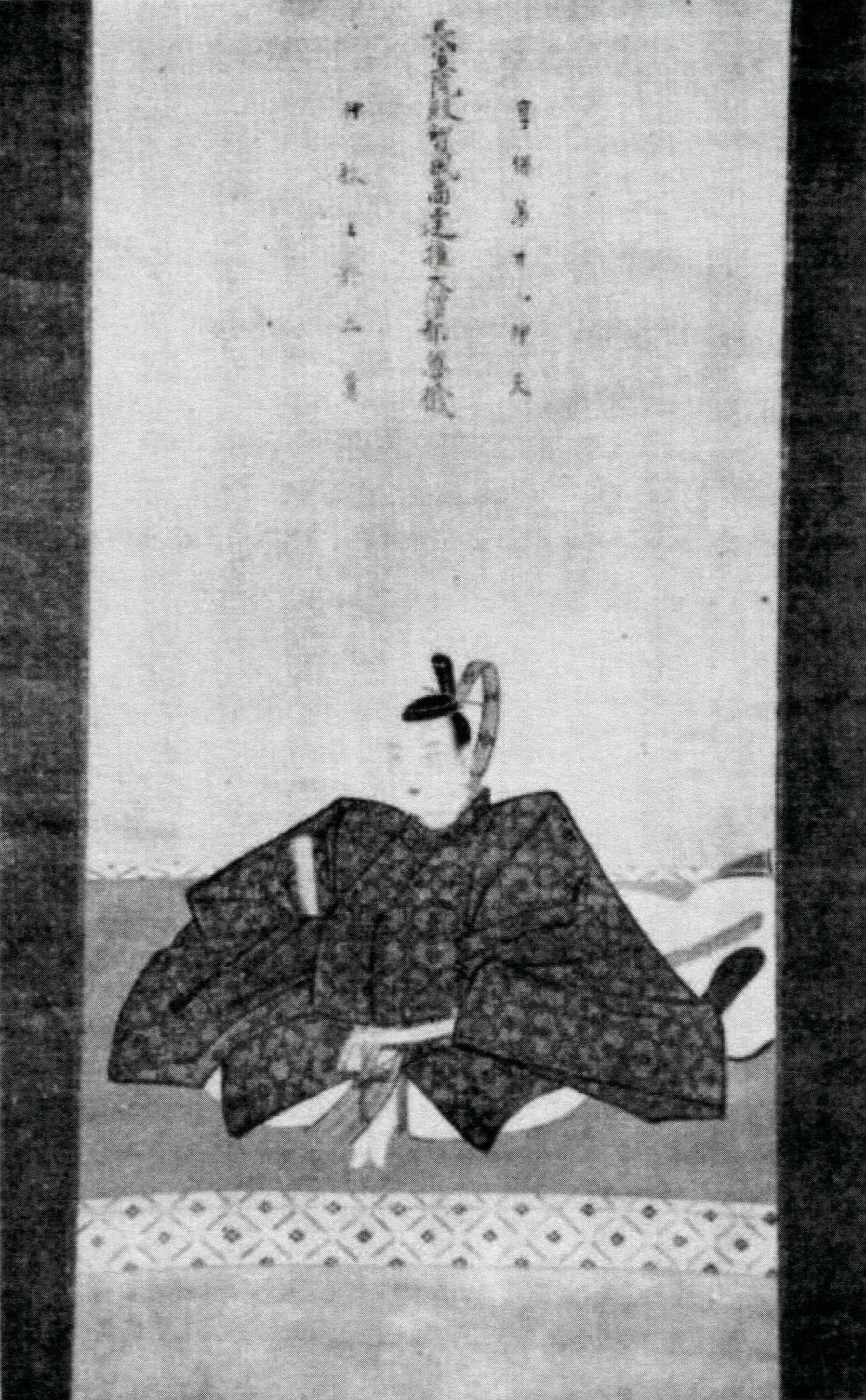
伊勢国津藩第6代藩主藤堂高治(1710-1735)誕生。

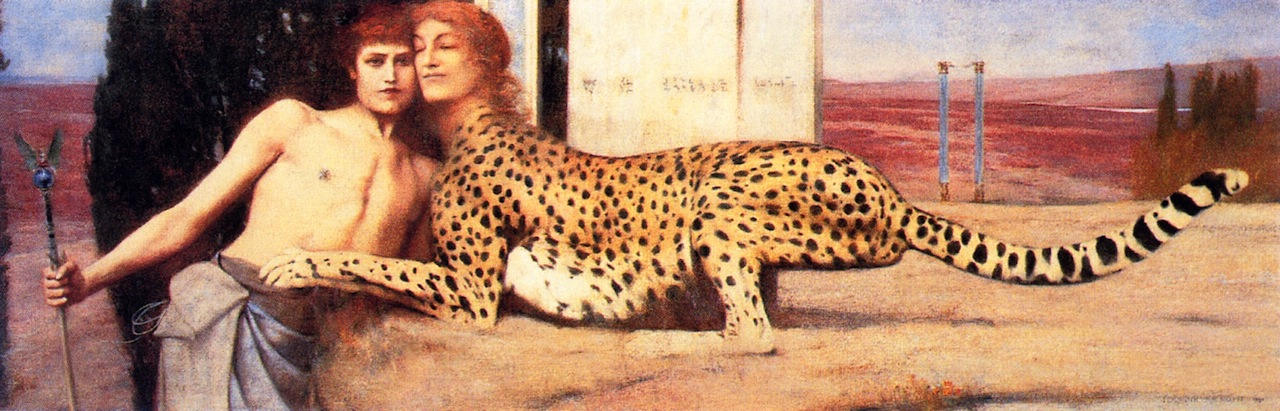
画家フェルナン・クノップフ(1858-1921)誕生。画像は 『スフィンクスの愛撫』(1896)。

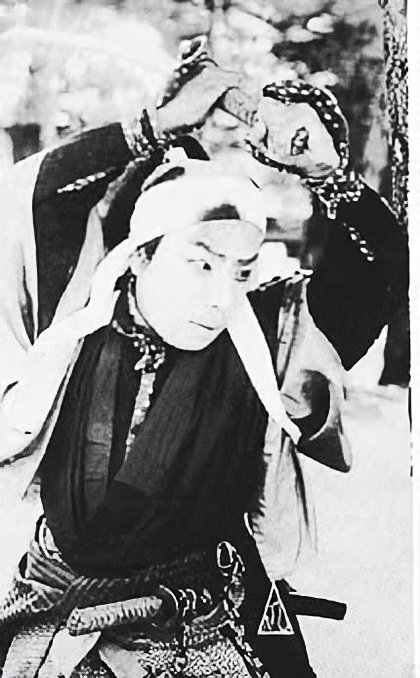
目玉の松ちゃん、尾上松之助(1875-1926)誕生。

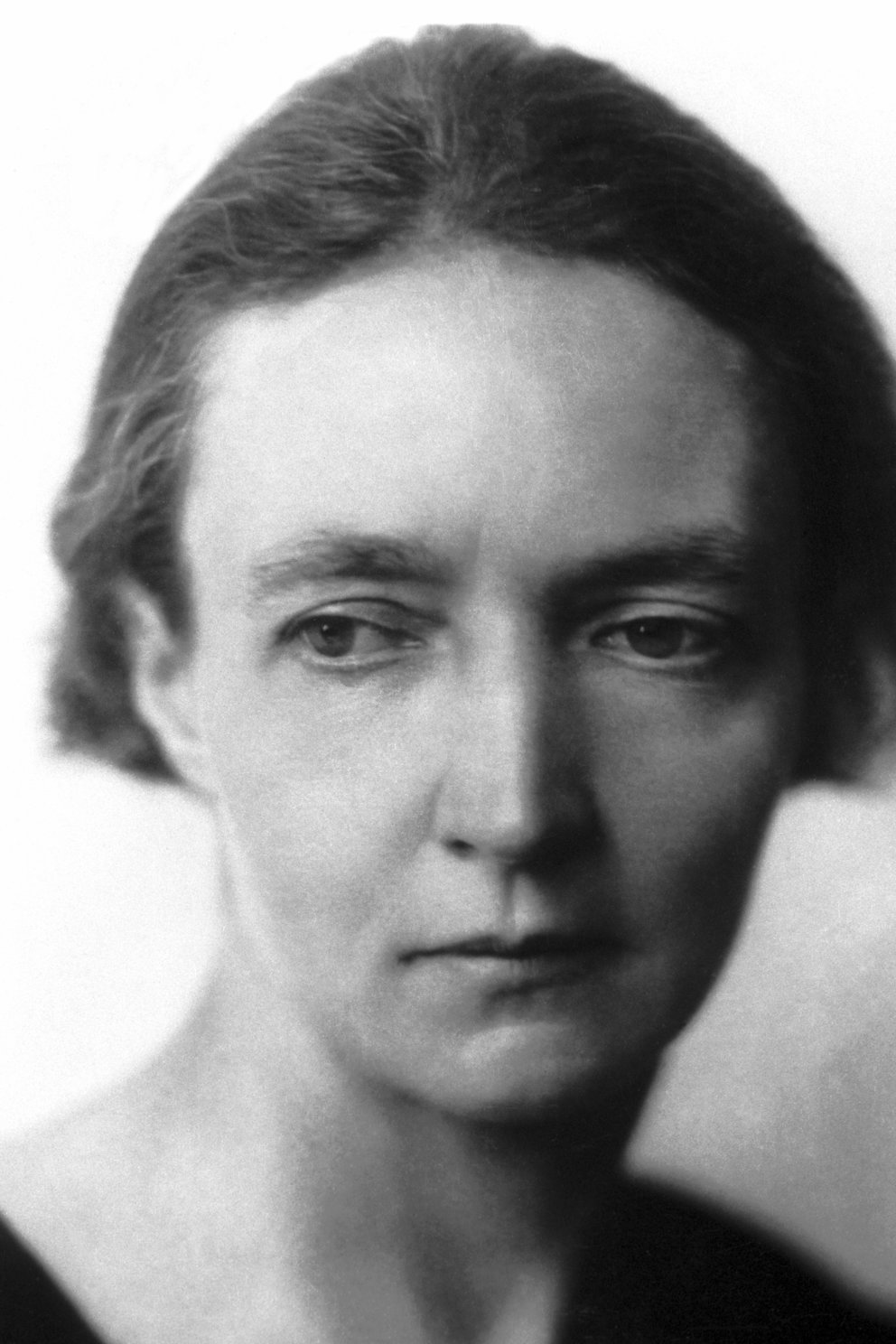
原子物理学者イレーヌ・ジョリオ＝キュリー(1897-1956)誕生。

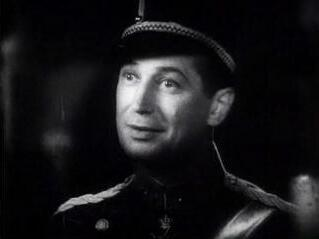
20世紀最大のエンターテイナー、俳優、歌手モーリス・シュヴァリエ(1888-1972)誕生。

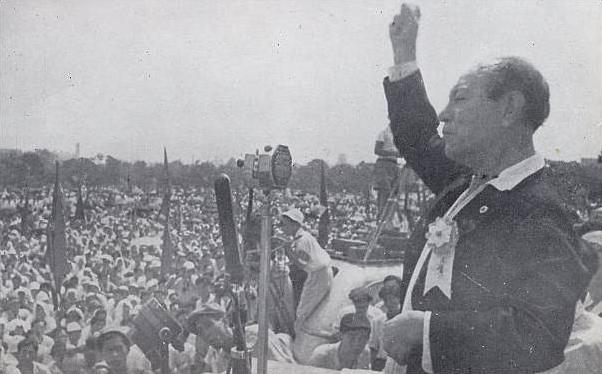
戦後の日本共産党初代書記長徳田球一(1894-1953)誕生。

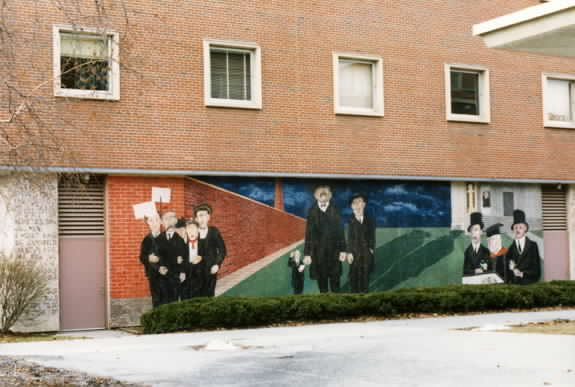
画家ベン・シャーン(1898-1969)誕生。画像は「サッコとバンゼッティの受難」。

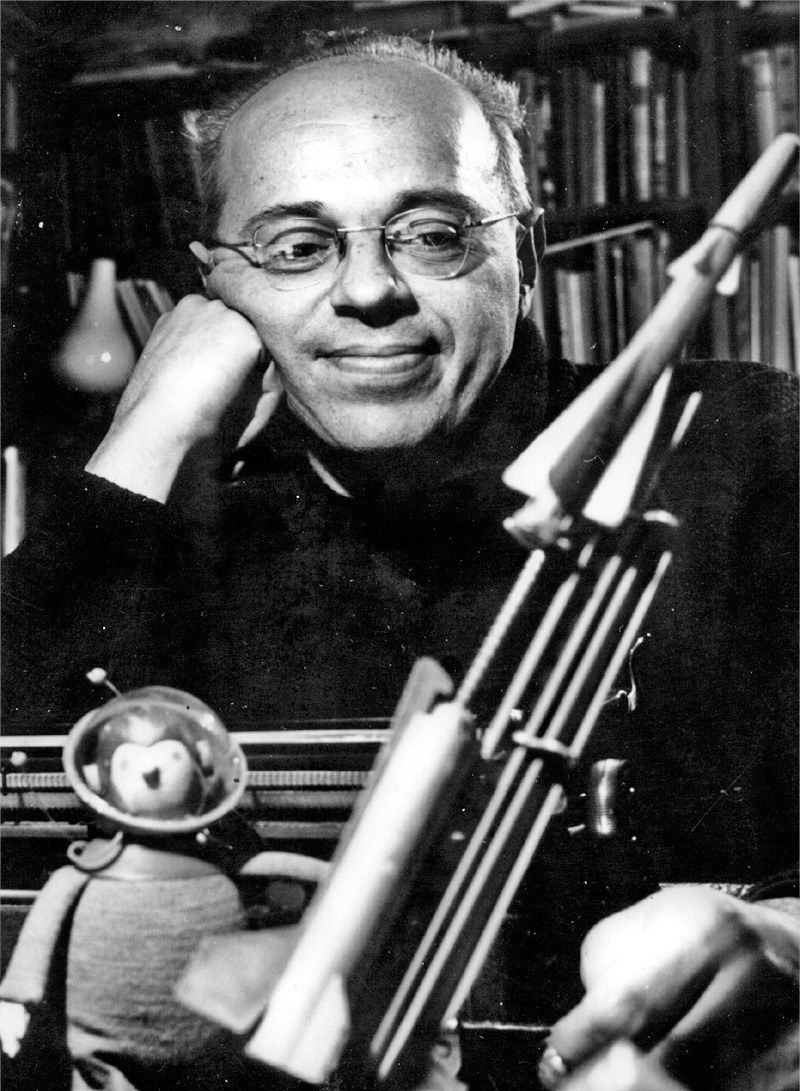
SF作家スタニスワフ・レム(1921-2006)誕生。

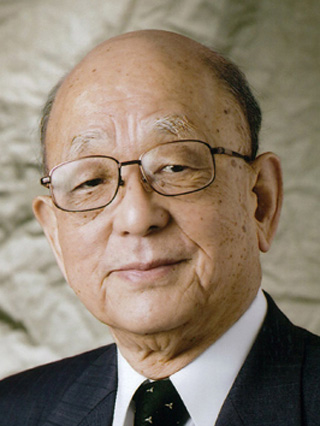
化学者鈴木章(1930-)誕生。2010年、根岸英一米パデュー大学特別教授、リチャード・ヘック米デラウェア大学名誉教授とともにノーベル化学賞を受賞。

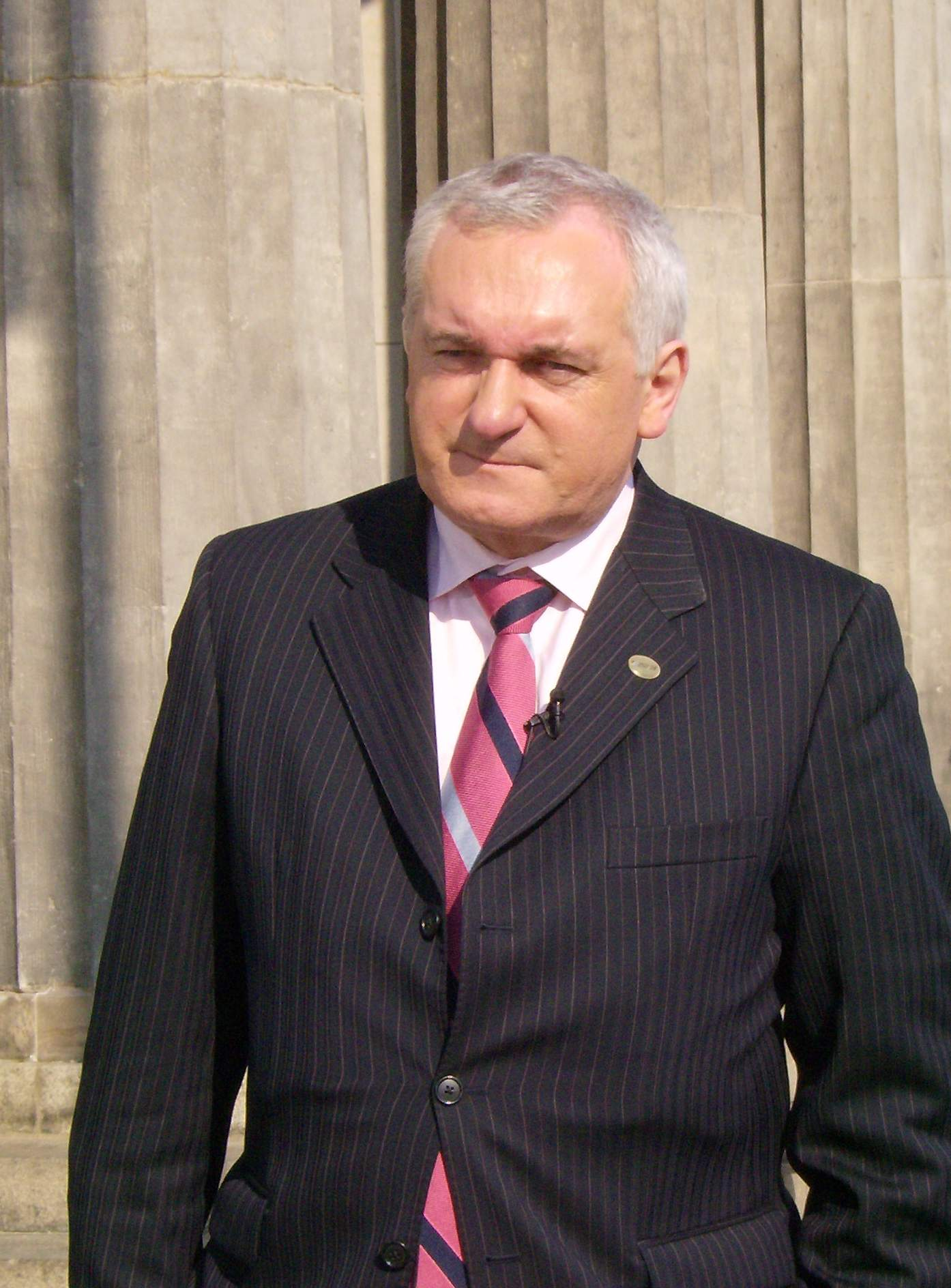
アイルランド首相、バーティ・アハーン(1951-)誕生。

- 1492年 - ロレンツォ2世・デ・メディチ、フィレンツェ共和国の支配者（+ 1519年）
- 1494年 - フランソワ1世、フランス王（+ 1547年）
- 1710年（宝永7年8月19日） - 藤堂高治、津藩第6代藩主・久居藩第4代藩主（+ 1735年）
- 1737年 - リチャード・バチェ、第2代アメリカ合衆国郵政長官（+ 1811年）
- 1814年（文化13年7月29日） - 松平斉民、津山藩第8代藩主（+ 1891年）
- 1811年 - ジェームズ・ホール、地質学者、古生物学者（+ 1898年）
- 1818年 - リチャード・ジョーダン・ガトリング、発明家（+ 1903年）
- 1825年 - カール・ドップラー、指揮者、作曲家、フルート奏者（+ 1900年）
- 1829年 - アンゼルム・フォイエルバッハ、画家（+ 1880年）
- 1830年（文政13年7月26日） - 米津政明、長瀞藩第4代藩主（+ 1899年）
- 1852年（嘉永5年8月7日） - 九鬼隆一、政治家、旧綾部藩士（+ 1931年）
- 1852年 - ハーバート・ヘンリー・アスキス、イギリス首相（+ 1928年）
- 1858年 - フェルナン・クノップフ、画家（+ 1921年）
- 1875年 - 尾上松之助、俳優（+ 1926年）
- 1876年 - 相馬黒光、随筆家、実業家（+ 1955年）
- 1880年 - 富崎春昇、三味線奏者（+ 1958年）
- 1887年 - 銭玄同、言語文字改革家、文字音韻学学者（+ 1939年）
- 1887年 - 堅山南風、日本画家（+ 1980年）
- 1888年 - モーリス・シュヴァリエ、俳優、歌手（+ 1972年）
- 1894年 - 徳田球一、政治家、日本共産党書記長（+ 1953年）
- 1896年 - 河野与一、フランス文学者、哲学者（+ 1984年）
- 1897年 - イレーヌ・ジョリオ＝キュリー、原子物理学者（+ 1956年）
- 1898年 - ベン・シャーン、画家（+ 1969年）
- 1900年 - ハスケル・カリー、数学者、論理学者（+ 1982年）
- 1902年 - ジュセリーノ・クビチェック、政治家、ブラジル大統領（+ 1976年）
- 1903年 - 梅根悟、教育学者（+ 1980年）
- 1907年 - スパッド・チャンドラー、元プロ野球選手（+ 1990年）
- 1913年 - 豊田英二、トヨタ自動車第5代社長（+ 2013年[15]）
- 1913年 - 橋本菊子、女優（+2004年）
- 1913年 - ジェシー・オーエンス、陸上選手（+ 1980年）
- 1913年 - ヴァルター・パノフスキー、音楽評論家（+ 1967年）
- 1914年 - デスモンド・リュウェリン、俳優（+ 1999年）
- 1915年 - 町村泰男、実業家、元小松製作所東京支社長（+ 1969年）
- 1920年 - 後藤喜八郎、政治家、武蔵野市第2代市長（+ 2007年）
- 1921年 - スタニスワフ・レム、作家（+ 2006年）
- 1922年 - 内海桂子、漫才師、女優（+ 2020年[16]）
- 1923年 - 服部力、元プロ野球選手（+ 2012年）
- 1924年 - 田邊朋之、政治家、医師（+2002年）
- 1924年 - アミルカル・カブラル、革命家（+ 1973年）
- 1925年 - 仁木安、元プロ野球選手（+ 2016年）
- 1926年 - 西澤潤一、工学者（+ 2018年[17]）
- 1929年 - 沓掛哲男、政治家（+ 2024年）
- 1930年 - 鈴木章、化学者、北海道大学名誉教授、倉敷芸術科学大学特別栄誉教授、ノーベル化学賞受賞者
- 1930年 - カラベリ、指揮者（+ 2019年）
- 1931年 - イアン・ホルム、俳優（+ 2020年）
- 1932年 - 岡田豊、元プロ野球選手、元プロ野球審判員
- 1932年 - 二瓶秀雄、声優、俳優（+ 2001年）
- 1936年 - 溝上恵、地震学者（+2010年）
- 1939年 - 大石信幸、元サッカー選手
- 1939年 - 大野克夫、作曲家
- 1939年 - 西尾徳、声優（+ 2005年）
- 1940年 - ミッキー・ロリッチ、元プロ野球選手
- 1940年 - 大塚祐司、元プロ野球選手（+2025年）
- 1941年 - 千葉国男、政治家（+2010年）
- 1942年 - 関根伸夫、美術家
- 1943年 - 矢島勝彦、元プロ野球選手
- 1944年 - バリー・ホワイト、音楽プロデューサー、歌手（+ 2003年）
- 1944年 - ウラディーミル・スピヴァコフ、ヴァイオリニスト、指揮者
- 1945年 - 藤田弓子、女優
- 1945年 - 佐々木孝次、元プロ野球選手
- 1946年 - 大島晃、漢文学者、上智大学名誉教授（+ 2015年）
- 1948年 - あがた森魚、歌手
- 1948年 - 岩崎忠義、元プロ野球選手
- 1948年 - 浅尾和信、元プロボクサー、ボクシングレフェリー
- 1948年 - ロッキー羽田、大相撲力士、プロレスラー（+ 1991年）
- 1949年 - イリーナ・ロドニナ、フィギュアスケート選手
- 1950年 - 中原勇、元プロ野球選手
- 1950年 - 石鍋多加史、歌手、俳優
- 1951年 - 猿橋望、実業家、NOVA創業者
- 1951年 - バーティ・アハーン、政治家、元アイルランド首相
- 1951年 - ブライアン・ジョーンズ、プロゴルファー
- 1952年 - 堀之紀、声優、俳優
- 1953年 - 紅萬子、女優
- 1953年 - ナン・ゴールディン、写真家、活動家
- 1954年 - 篠塚満由美、タレント
- 1955年 - 高橋洋一、経済学者
- 1956年 - 佐藤善雄、ミュージシャン、音楽プロデューサー（元ラッツ&スター）
- 1956年 - レスリー・チャン（張國榮）、俳優（+ 2003年）
- 1956年 - 赤木正人、情報工学者
- 1957年 - 戸田恵子、声優、女優
- 1957年 - 石川武、俳優
- 1957年 - 瀬木一将、俳優、殺陣師、アクション監督
- 1957年 - ハンス・ジマー、作曲家
- 1957年 - ロード・ウォリアー・ホーク、プロレスラー（+ 2003年）
- 1958年 - 三遊亭竜楽、落語家
- 1960年 - 羽岡邦男、心理学者
- 1960年 - 月亭文都 (7代目)、上方噺家
- 1960年 - 沓掛英二、実業家
- 1962年 - 廣岡裕一、観光学者
- 1962年 - フィリップ・カッサール、ピアニスト
- 1963年 - 後藤ユタカ、漫画家
- 1963年 - ラリサ・セレズネワ、フィギュアスケート選手
- 1964年 - 古怒田健志、脚本家
- 1964年 - 沢田ひろふみ、漫画家
- 1964年 - 楠木建、経営学者
- 1965年 - 岡本夏生、タレント
- 1966年 - ベン・フォールズ、ピアニスト
- 1967年 - 高林孝行、元野球選手
- 1967年 - 田中美奈子、タレント、女優
- 1968年 - 武川智美、アナウンサー
- 1968年 - 木田優夫、元プロ野球選手
- 1969年 - 丸山茂樹、プロゴルファー
- 1969年 - 三船麻里子、フィットネスコーディネーター
- 1969年 - 幸田将和、元サッカー選手、指導者
- 1969年 - 八塩圭子、フリーアナウンサー
- 1969年 - パーツイシバ、タレント、振付師
- 1970年 - 相馬裕子、シンガーソングライター
- 1970年 - 北田晃三、柔道家
- 1971年 - ゆうぞう、お笑い芸人（インスタントジョンソン）
- 1972年 - 朝日美穂、シンガーソングライター
- 1972年 - 佐藤正浩、俳優
- 1972年 - ゆっきー、ローカルタレント
- 1972年 - 山本栄二、元プロ野球選手
- 1973年 - 石川博崇、政治家
- 1973年 - ポール・ウォーカー、俳優（+ 2013年）
- 1973年 - 中条比紗也、漫画家（+ 2023年）
- 1974年 - 森慎二、元プロ野球選手（+ 2017年）
- 1974年 - 鈴村健一、声優、ナレーター
- 1974年 - 千田淳一、記者、元アナウンサー
- 1975年 - 福田聡、雀士
- 1975年 - 田場裕也、元ハンドボール選手、指導者
- 1976年 - 浜島直子、ファッションモデル
- 1976年 - 光永泰一朗、シンガーソングライター
- 1976年 - 佐々木有生、総合格闘家
- 1977年 - 塚越賢、元ラグビー選手
- 1977年 - 三木一馬、雑誌編集者
- 1977年 - ダビデ・ダロスペダーレ、野球選手
- 1977年 - 水津亜子、女優
- 1978年 - 竹尾一真、俳優
- 1978年 - 礒野佑子、アナウンサー
- 1978年 - 重成一人、ボートレーサー
- 1978年 - 豊島幸一、サッカー指導者
- 1978年 - 池承珉、元プロ野球選手
- 1979年 - 服部整治、俳優
- 1979年 - 竹中里美、タレント
- 1979年 - 北村智、お笑い芸人（こてつ）
- 1979年 - 岡安章介、お笑い芸人（ななめ45°）
- 1979年 - 増田裕生、声優
- 1979年 - 川岸強、元プロ野球選手
- 1979年 - 吉浦貴志、元野球選手
- 1979年 - クリス・ベッグ、プロ野球選手
- 1980年 - 瀬戸文美、ロボット研究者、サイエンスライター
- 1980年 - 澤野弘之、作曲家、ピアニスト
- 1980年 - 白坂聡、元騎手、調教助手
- 1980年 - 姚明、バスケットボール選手
- 1980年 - マイサー・イズトゥリス、元プロ野球選手
- 1980年 - マシュー・サボイ、フィギュアスケート選手
- 1980年 - ガス・G、ギタリスト
- 1981年 - 葉山恵里、元アイドル、元女優
- 1981年 - ジェニファー・ハドソン、歌手、女優
- 1981年 - Noria、歌手、作詞家（元BeForU）
- 1981年 - 三垣龍次、元プロボクサー
- 1981年 - サビーナ・ヴォイタラ、フィギュアスケート選手
- 1981年 - ジェレッド・グズマン、フィギュアスケート選手
- 1981年 - グレッグ・ニクソン、陸上競技選手
- 1982年 - 三船美佳、女優
- 1982年 - 尾崎菜々、タレント
- 1982年 - マリア・テレサ・ガウ、タレント
- 1982年 - 内野洋平、BMX選手
- 1982年 - 中里篤史、元プロ野球選手
- 1982年 - 小林亮、元サッカー選手
- 1983年 - 福田聡志、元プロ野球選手
- 1983年 - 国本和俊、元プロ野球選手
- 1984年 - 松本まりか、女優
- 1984年 - 横川雄介、元プロ野球選手
- 1984年 - ジョン・ヘイマー、フィギュアスケート選手
- 1985年 - 水本裕貴、サッカー選手
- 1985年 - 英貴、漫画家
- 1985年 - 大野ひろみ、ラジオパーソナリティ
- 1986年 - 長友佑都、サッカー選手
- 1986年 - 工藤真由、歌手
- 1986年 - エミー・ロッサム、女優、歌手
- 1986年 - アルフィー・アレン、俳優
- 1987年 - 古賀香澄、元バレーボール選手
- 1988年 - 宮田聡子、ファッションモデル
- 1989年 - 三橋亜記、フィールドホッケー選手
- 1989年 - 小手川宏基、サッカー選手
- 1989年 - 田渕夏海、作曲家、編曲家
- 1989年 - アンドリュー・ラック、元アメリカンフットボール選手
- 1989年 - フレディ・フリーマン、プロ野球選手
- 1990年 - 松谷浩平、陸上競技選手
- 1990年 - 国本雄資、レーシングドライバー
- 1990年 - ミニョン、アイドル、ミュージシャン（Brave Girls）
- 1991年 - メガテラ・ゼロ、歌手（Mr.FanTastiC）
- 1992年 - 樫野和音、タレント、ファッションモデル
- 1992年 - プリシラ・アラベス、フィギュアスケート選手
- 1992年 - マット・ウィスラー、プロ野球選手
- 1993年 - キーナン・ミドルトン、プロ野球選手
- 1994年 - 橋渡竜馬、俳優
- 1994年 - RM、歌手、ラッパー（BTS）
- 1995年 - 石原雅子、元アイドル（元NMB48）
- 1995年 - 中原詩乃、ミュージカル俳優
- 1996年 - 中村莟玉、歌舞伎役者
- 1996年 - 植田紗々、女優
- 1997年 - 中島由貴、声優、モデル（元アース・スター ドリーム）
- 1997年 - 武内駿輔、声優
- 1998年 - 羽柴なつみ、女優、インフルエンサー
- 1998年 - 込山榛香、アイドル (元AKB48)
- 1999年 - 山下輝、プロ野球選手
- 1999年 - MAYU、歌手（Little Glee Monster）
- 2000年 - 石上まひな、タレント、女優
- 2001年 - 染野唯月、サッカー選手
- 2001年 - 田中美久、グラビアアイドル（元HKT48）
- 2002年 - 柴圭汰、元サッカー選手
- 2002年 - 坂口翔颯、プロ野球選手
- 2002年 - 宮原駿介、プロ野球選手
- 2003年 - 四海結稀奈、サッカー選手
- 2003年 - 木村大成、プロ野球選手
- 2005年 - セオ・ギレン、プロ野球選手
- 2006年 - フェリックス・ルブラン、卓球選手
- 2007年 - 太田捺、近代五種選手
- 生年不詳 - 葉菜子、アイドル、（元Her knuckle、BiS）
- 生年不詳 - 岩渕友紀、声優
- 生年不詳 - 梅田貴公美[18]、声優
- 生年不詳 - 柴崎哲志、声優
- 生年不詳 - 布目貞雄、声優
- 生年不詳 - 山田奈都美、声優
- 生年不詳 - 和久野愛佳、声優
- 生年非公表 - 古賀慶太、声優、ナレーター
- 生年非公表 - 眉村ちあき、アイドル、シンガーソングライター

## 忌日

### 人物
- 1185年 - アンドロニコス1世コムネノス、東ローマ皇帝（* 1123年）
- 1213年 - ペドロ2世、アラゴン王（* 1174年）
- 1264年（文永元年8月21日） - 北条長時、鎌倉幕府第6代執権 （* 1230年）
- 1373年（応安6年/文中2年8月25日） - 佐々木道誉、婆沙羅大名の代表格として知られる守護大名（* 1519年）
- 1544年 - クレマン・マロ、詩人（* 1496年または1497年）
- 1582年（天正10年8月26日） - 井伊直虎、戦国武将
- 1612年 - ヴァシーリー4世、ロシアのツァーリ（* 1552年）
- 1633年 - ルドヴィーコ・セッタラ（英語版）、医師（* 1552年）
- 1642年 - サン＝マール侯爵アンリ・コワフィエ・ド・リュゼ、フランス王ルイ13世の廷臣（* 1620年）
- 1651年 - フェリックス・カステッロ（英語版）、画家（* 1595年）
- 1674年 - ニコラス・トゥルプ（英語版）、外科医、政治家、元アムステルダム市長（* 1593年）
- 1676年（延宝4年8月5日） - 顕子女王、徳川家綱の正室（* 1640年）
- 1683年 - アフォンソ6世、ポルトガル王（* 1643年）
- 1739年 - エルンスト・ルートヴィヒ、ヘッセン＝ダルムシュタット方伯（* 1667年）
- 1739年 - ラインハルト・カイザー、作曲家（* 1674年）
- 1763年 - ヨハン・ヨーゼフ・クーヴェン（英語版）、建築家（* 1701年）
- 1764年 - ジャン＝フィリップ・ラモー、作曲家（* 1683年）
- 1781年 - ピーター・シェーマーカーズ（英語版）、彫刻家（* 1691年）
- 1789年 - フランツ・クサヴァー・リヒター、作曲家（* 1709年）
- 1794年（寛政6年8月19日） - 松平康哉、津山藩主（* 1752年）
- 1813年 - エドムンド・ランドルフ、アメリカ合衆国国務長官（* 1753年）
- 1814年（文化11年7月29日） - 津太夫、日本人初の世界一周達成者 (* 1744年)
- 1819年 - ゲプハルト・レベレヒト・フォン・ブリュッヘル、プロイセン陸軍の元帥（* 1742年）
- 1829年 - フアン・イグナシオ・モリーナ、イエズス会司祭、博物学者、歴史家、植物学者、鳥類学者、哺乳類学者、地理学者（* 1740年）
- 1831年（天保2年8月7日） - 十返舎一九、浄瑠璃、滑稽本作者（* 1765年）
- 1836年 - クリスティアン・ディートリヒ・グラッベ、劇作家（* 1801年）
- 1850年 - プレスリー・オバノン、第一次バーバリ戦争の英雄として知られるアメリカ海兵隊の士官（* 1776年）
- 1853年（嘉永6年8月10日） - 酒井忠宝、姫路藩主（* 1829年）
- 1860年 - ウィリアム・ウォーカー、傭兵、冒険家、ニカラグア大統領（* 1824年）
- 1864年（元治元年8月12日） - 江村彦之進、尊王攘夷志士（* 1832年）
- 1864年（元治元年8月12日） - 兒玉次郎彦、尊王攘夷志士（* 1842年）
- 1868年 - ジャン＝フランソワ・ペルソ（フランス語版）、化学者（* 1805年）
- 1869年 - ピーター・マーク・ロジェ、医師、生理学者、自然神学者、辞書編集者（* 1779年）
- 1874年 - フランソワ・ピエール・ギヨーム・ギゾー、歴史家、フランス首相（* 1787年）
- 1876年 - ジョン・パーデュー（英語版）、実業家、パデュー大学後援者（* 1802年）
- 1876年 - ヘンリー・アレクサンダー・ワイズ、バージニア州知事（* 1806年）
- 1877年 - ユリウス・リーツ[19]、指揮者、チェリスト、作曲家（* 1812年）
- 1878年 - フリードリヒ・アウグスト・フォン・アルベルティ（英語版）、地質学者、三畳紀命名者（* 1795年）
- 1889年 - フュステル・ド・クーランジュ、歴史学者（* 1830年）
- 1897年 - ルドルフ・ベルリン（ドイツ語版）、眼科医、ディスレクシア命名者（* 1833年）
- 1907年 - 笑福亭福助、落語家（* 生年不詳）
- 1917年 - エレオノーレ・ロイス・ツー・ケストリッツ、ブルガリア王フェルディナントの妃（* 1860年）
- 1918年 - ジョージ・リード、オーストラリア首相（* 1845年）
- 1929年 - ユゼフ・カレンバハ、文学史家（* 1861年）
- 1931年 - 堤清六、実業家・日魯漁業（ニチロ）創業者（* 1880年）
- 1932年 - 吉岡弘毅、外交官、キリスト教牧師（* 1847年）
- 1940年 - 中村歌右衛門 (5代目)、歌舞伎役者（* 1866年）
- 1944年 - 梶岡定道、日本海軍の中将（* 1891年）
- 1945年 - 杉山元、陸軍大臣（* 1880年）
- 1948年 - 二村定一、歌手（* 1900年）
- 1951年 - 草野豹一郎、法律家（* 1886年）
- 1953年 - ヒューゴ・シュマイザー、銃器技術者（* 1884年）
- 1953年 - 大澤雅休、書家（* 1890年）
- 1959年 - 日守新一、俳優（* 1907年）
- 1961年 - 麻生豊、漫画家（* 1898年）
- 1963年 - モデスト・アルトシュラー、作曲家（* 1873年）
- 1967年 - アルベール・ユスタン、医師（* 1882年）
- 1970年 - 春日弘、実業家、住友金属工業初代社長、ダイキン工業初代会長（* 1885年）
- 1970年 - ジェイコブ・ヴァイナー、経済学者（* 1892年）
- 1972年 - 山口将吉郎、日本画家、挿絵画家（* 1896年）
- 1972年 - 橋本彦七、技術者、政治家、元熊本県水俣市長（* 1897年）
- 1972年 - 永田靖、俳優（* 1907年）
- 1973年 - オットー・ネーベル、画家、俳優（* 1892年）
- 1977年 - スティーヴ・ビコ、アパルトヘイト時代の黒人意識運動活動家（* 1946年）
- 1979年 - レス・クラーク、アニメーター（* 1907年）
- 1981年 - エウジェーニオ・モンターレ、詩人（* 1896年）
- 1982年 - フェデリコ・モレーノ・トローバ、作曲家、指揮者（* 1891年）
- 1983年 - サビン・カー、陸上競技選手、アムステルダム五輪金メダリスト（* 1904年）
- 1983年 - 仁木多鶴子、女優（* 1939年）
- 1984年 - イボン・ペトラ、テニス選手（* 1916年）
- 1985年 - ピエール・カスタン（英語版）、化学者、エポキシ樹脂発見者（* 1899年）
- 1985年 - 源氏鶏太、小説家（* 1912年）
- 1986年 - 大沢一郎、検察官、弁護士、元検事総長（* 1910年）
- 1987年 - ジョーゼフ・ロートン・コリンズ、アメリカ陸軍参謀総長（* 1896年）
- 1988年 - 松原良明、元プロ野球選手（* 1948年）
- 1991年 - 伊達三郎、俳優（* 1924年）
- 1992年 - 是川銀蔵、投資家、相場師（* 1897年）
- 1992年 - アンソニー・パーキンス、俳優（* 1932年）
- 1993年 - レイモンド・バー、俳優（* 1917年）
- 1993年 - 久喜勲、元プロ野球選手（* 1926年）
- 1994年 - トム・イーウェル、俳優（* 1909年）
- 1994年 - 海原お浜、漫才師（海原お浜・小浜）（* 1916年）
- 1994年 - ボリス・エゴロフ、医師、宇宙飛行士（* 1937年）
- 1995年 - ジェレミー・ブレット、俳優（* 1933年）
- 1995年 - 永井康友、オートバイのロードレース選手（* 1965年）
- 1997年 - スティグ・アンダーソン（英語版）、作詞家、音楽マネージャー、音楽出版者（* 1931年）
- 1997年 - 寺島達夫、俳優、元プロ野球選手（* 1936年）
- 1998年 - 関根慶子、国文学者（* 1909年）
- 2001年 - ヴィクター・ウォン、俳優（* 1927年）
- 2002年 - 奈良林祥、医学者（* 1919年）
- 2002年 - 池田三男、レスリング選手（* 1935年）
- 2003年 - 金澤忠雄、政治家、元山形市長、東北芸術工科大学名誉学長（* 1919年）
- 2003年 - ジョニー・キャッシュ、カントリー・ミュージック歌手（* 1932年）
- 2004年 - 黒木ひかる、女優、元宝塚歌劇団（* 1925年）
- 2004年 - 松岡正雄、実業家、元キョウエイアドインターナショナル社長、馬主（* 1925年）
- 2004年 - 島田修二、歌人（* 1928年）
- 2005年 - フリッツ・シルゲン、陸上選手、電気技師（* 1906年）
- 2005年 - 鈴木久男、珠算史研究家（* 1924年）
- 2005年 - サージ・ラング、数学者（* 1927年）
- 2007年 - 阿久津信道[20]、元秋田書店取締役編集局長、元「冒険王」編集長（* 1922年）
- 2008年 - デヴィッド・フォスター・ウォレス、小説家（* 1962年）
- 2009年 - ノーマン・ボーローグ、農学者（* 1914年）
- 2013年 - レイ・ドルビー[21]、音響技術者、ドルビーラボラトリーズ創立者（* 1933年）
- 2014年 - ジョー・サンプル[22]、ジャズピアニスト（* 1939年）
- 2015年 - アドリアン・フルティガー[23]、書体デザイナー（* 1928年）
- 2019年 - 寺島泰、環境衛生工学者（* 1937年）
- 2019年 - 宮川典子、政治家、衆議院議員（* 1979年）
- 2020年 - テレンス・コンラン、家具デザイナー（* 1931年）
- 2021年 - 田中耕三、銀行家、元山口銀行頭取（* 1926年）
- 2021年 - 木口宣昭、元レスリング選手、レスリング・総合格闘技指導者（* 1944年）
- 2021年 - 大久保一久、フォークシンガー、シンガーソングライター（* 1950年）
- 2021年 - 升本喜郎、弁護士（* 1962年）
- 2022年 - ラムゼイ・ルイス、ジャズピアニスト、作曲家（* 1935年）
- 2022年 - 水野龍司、俳優、声優（* 1952年）
- 2022年 - 宮沢章夫、劇作家、演出家、小説家（* 1956年）
- 2023年 - スバス・ネムバン、政治家（* 1953年）
- 2024年 - 鹿嶌武臣、テノール歌手（ボニージャックス）（* 1934年）

### 人物以外（動物など）
- 2019年 - チョウカイキャロル、競走馬（* 1991年）
- 2021年 - ウメノファイバー、競走馬（* 1996年）

## 記念日・年中行事

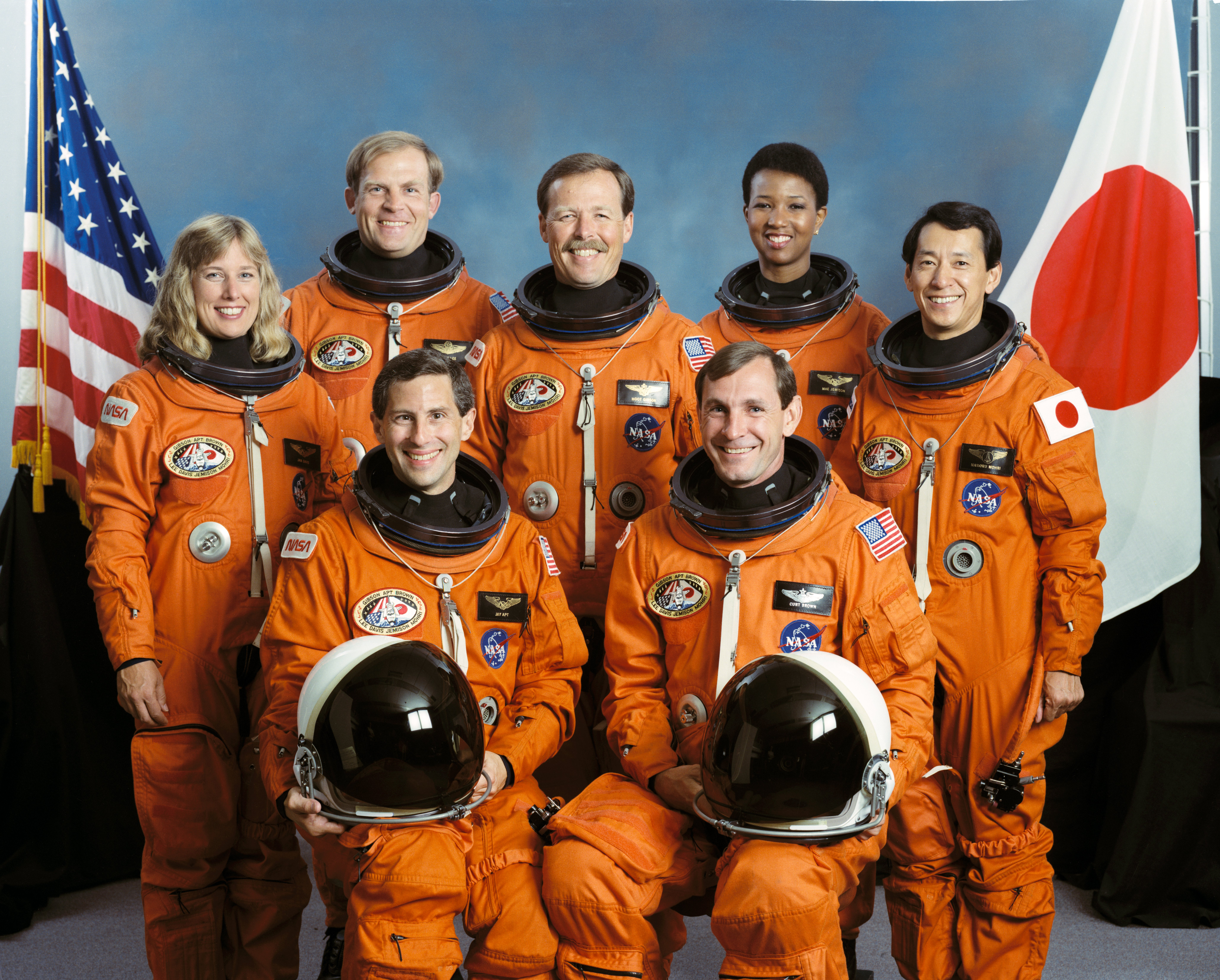
STS-47、エンデバー打ち上げ(1992)。画像一番右に日本人2人目の宇宙飛行士毛利衛、その左後にメイ・C・ジェミソン

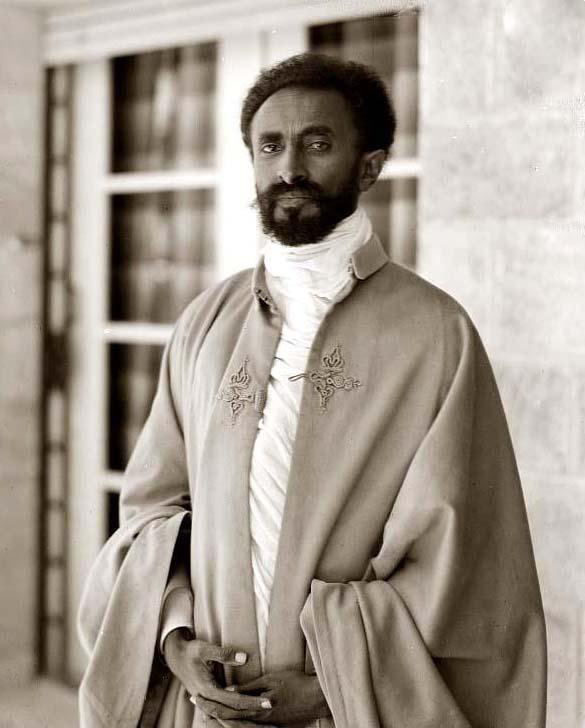
エチオピア帝国のハイレ・セラシエ1世廃位(1974)。エチオピアの革命記念日

- 宇宙の日（ 日本）
1992年が国際宇宙年だったことを記念して、科学技術庁や文部省宇宙科学研究所などからなる「日本国際宇宙年協議会」が日本にとってふさわしい宇宙の日を公募し、毛利衛がスペースシャトルで宇宙へ飛び立った9月12日が選ばれた[24]。
- とっとり県民の日（鳥取県）
1881年のこの日に島根県から分離して鳥取県が再設置されたことに由来。鳥取県が1998年に制定。
- 秋のメープルもみじの日（ 日本）
広島県広島市の洋菓子製造販売会社サンエールが制定。同社の洋菓子の販促と、広島県がもみじの名所であることを国内外に発信することが目的。日付は、1966年のこの日、広島県の県の木が「モミジ」に決定したことから[25]。
- クイズの日（ 日本）
日本初のクイズ総合商社である株式会社キュービックが制定。クイズの魅力、面白さ、奥深さをさらに多くの人に知ってもらうのが目的。日付は9と12で「ク(9) イ(1) ズ(2)」と読む語呂合わせから[26]。
- 水路記念日（ 日本）
明治4年7月28日（新暦の1871年9月12日）に兵部省海軍部水路局が設置されたことに由来。運輸省水路部（現在の海上保安庁海洋情報部）が1947年に制定。水路業務について広く理解と協力を求めることが目的。1971年に新暦に換算された現在の日付に変更された。
- ナショナルデー（ カーボベルデ）
- 革命記念日（ エチオピア）
1974年のこの日、エチオピア革命により帝政が廃され臨時軍事行政評議会に権力が移行したことを記念[27]。
- 防衛者の日（英語版）（ アメリカ合衆国、メリーランド州）
1814年のこの日にはじまるボルティモアの戦い（米英戦争）でボルティモアを守り通したことを記念する州の祝日[28]。
- 聖パトリック大隊の処刑の記念日（ メキシコ）
1847年のこの日、アメリカ合衆国から逃れメキシコのために戦った聖パトリック大隊の30名が絞殺されたとされることにちなむ記念日。
- プログラマーの日（ ロシア、閏年の場合）
1年の256日目の日であることから。（閏年でない場合は9月13日）